# Patkaigebergte
Het Patkaigebergte (Ahom: Patkai, IPA: ˈpʌtˌkaɪ) is een gebergte op de grens tussen het noordoosten van India en het noorden van Burma (Myanmar). Het vormt de scheiding tussen de vlakte van Assam in het noordwesten en het bekken van de Irrawaddy in het zuidoosten. De Patkai is een uitloper van de Grotere Himalaya en gaat in het noordoosten over in de hogere Hengduan Shan in Tibet en het westen van Yunnan. In het zuiden gaat de Patkai over in het Arakangebergte en de Naga Hills. In het westen zit het vast aan het Plateau van Shillong.
De Patkai bestaat uit langgerekte, steile bergkammen die een aaneengesloten barrière vormen tussen Burma en India, met toppen ruim boven de 3000 meter hoogte. De lagere delen van het gebergte zijn begroeid met tropisch regenwoud, de hogere hellingen zijn bedekt met naaldwouden. De hoogste bergtop is de Saramati (3826 m).
Ondanks deze hindernis wist de Mong Moaprins Sukaphaa in 1228 over de Pangsaupas India binnen te vallen, waar hij het Ahomrijk zou stichten. In de Tweede Wereldoorlog was dezelfde bergpas onderdeel van de Ledoweg, waarover China door de Britten bevoorraad kon blijven worden nadat de Japanners het centrale deel van Birma ingenomen hadden.